# Seigneurie de La Noraye
La seigneurie de La Noraye  (aussi nommée La Noré, La Noray, La Nauray, Lanauraie et Lanoraie) est concédée avant 1657 à Charles Sevestre. 

## Historique
La date exacte de l'acte de concession est inconnue. Les titres ont disparu dans l'incendie de la maison de Louis Rouer de Villeray, le gendre de Charles Sevestre. 
La seigneurie aurait été concédée à Charles Sevestre avant 1657 (date de son décès). En 1688, la terre est reconcédée aux cohéritiers de Charles Sevestre (1609-1657) et de Marie Pichon (1618-1661) sa veuve. Cette reconcession est ratifiée en 1700. 
À partir de 1717, Jean-Baptiste Neveu, déjà propriétaire de la seigneurie D'Autray acquiert peu à peu des terrains de la seigneurie de La Noraye. Elle lui appartient en totalité à partir de 1721. Le territoire de ses deux seigneuries est agrandi en 1739 jusqu'à la rivière L'Assomption,.       
Par la suite, les deux seigneuries ont longtemps appartenu au même propriétaire. En 1861, les deux entités sont réunies dans un même cadastre sous le nom de La Noraye.